# Goodfellowboomkangoeroe
De Goodfellowboomkangoeroe (Dendrolagus goodfellowi) is een zoogdier uit de familie van de kangoeroes (Macropodidae). De wetenschappelijke naam van de soort werd voor het eerst geldig gepubliceerd door Oldfield Thomas in 1908.

## Kenmerken
De bovenkant van het lichaam van deze kleine boomkangoeroe is donkerbruin, met twee goudkleurige strepen, de onderkant lichtbruin. De lange staart is goudbruin. De kop-romplengte bedraagt 560 tot 635 mm, de staartlengte 585 tot 760 mm, de achtervoetlengte 105 tot 125 mm, de oorlengte 54 tot 66 mm en het gewicht 6,7 tot 9,1 kg (het is mogelijk dat deze maten deels op exemplaren van D. stellarum gebaseerd zijn).

## Leefwijze
In de meest dichtbevolkte delen van Papoea-Nieuw-Guinea is deze soort 's nachts actief, maar in gevangenschap en in meer afgelegen gebieden vooral overdag en in de schemering. Deze soort eet onder andere fruit en bladeren, maar in gevangenschap eet het dier zelfs kippen. De Goodfellowboomkangoeroe leeft vaak in paartjes.

## Verspreiding
Deze soort komt voor in het Papoea-Nieuw-Guineese deel van de Centrale Cordillera van Nieuw-Guinea.

## Ondersoorten
Er worden twee ondersoorten erkend:
- Dendrolagus goodfellowi goodfellowi (Thomas, 1908) – komt voor in zuidoostelijk Papoea-Nieuw-Guinea.
- Dendrolagus goodfellowi buergersi (Matschie, 1912) – komt voor in het centrale Hoogland van Nieuw-Guinea.

Bij Wau in oostelijk Papoea-Nieuw-Guinea ligt de grens tussen de twee ondersoorten. D. stellarum, een soort uit de noordelijke bergen van Nieuw-Guinea, werd oorspronkelijk beschreven als een ondersoort van deze soort. De Goodfellowboomkangoeroe werd in het verleden ook wel samen met de Matschieboomkangoeroe en D. spadix als één soort gezien, maar nu worden ze als aparte soorten gerekend.